# موريس بي. فولي
موريس بي. فولي (بالإنجليزية: Maurice B. Foley)‏ هو قاضي أمريكي، ولد في 28 مارس 1960 في إلينوي في الولايات المتحدة.